# Groningsche Volksalmanak

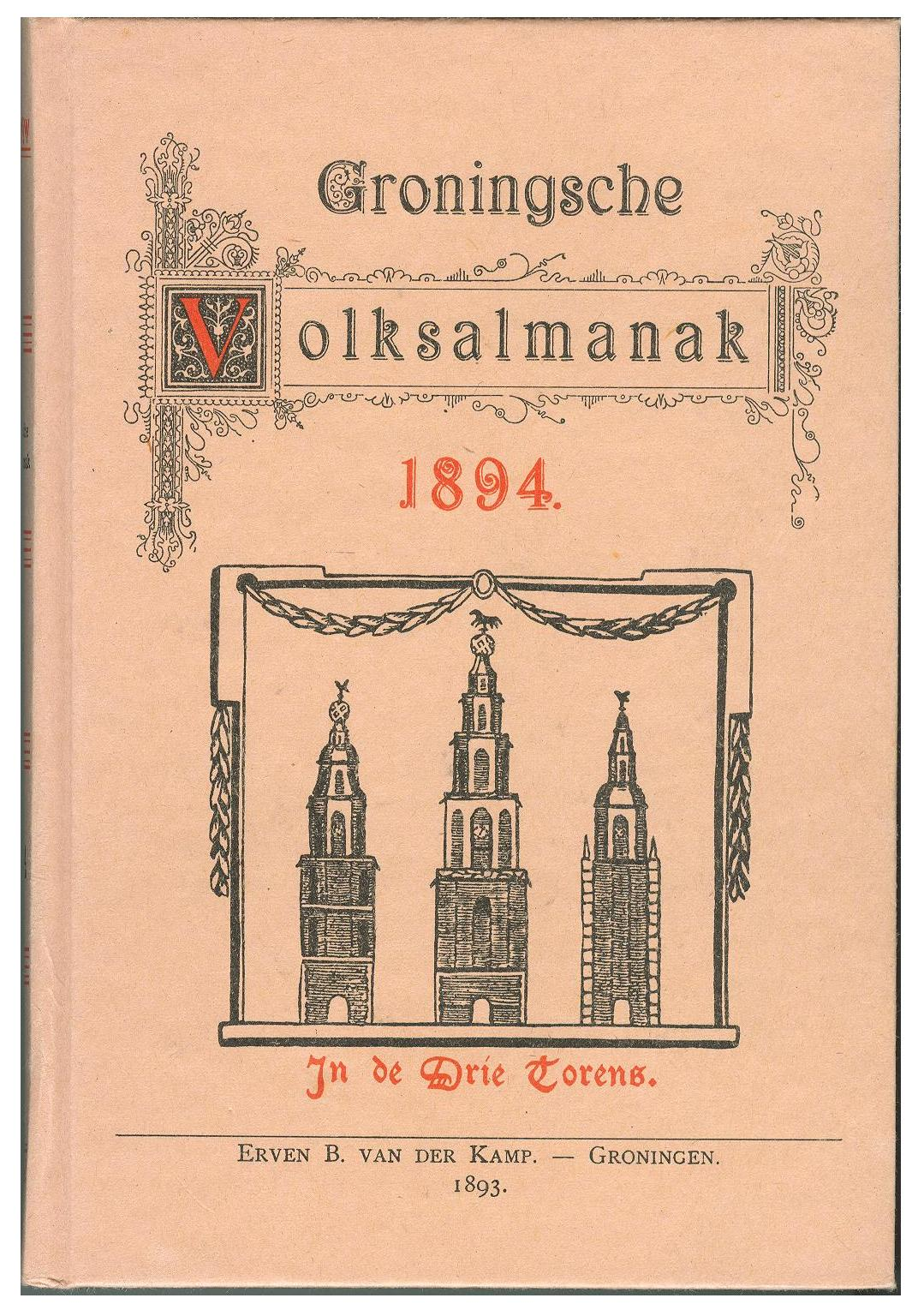
In 1894 beschreef de almanak uithangborden, waaronder dat van de herberg "In de drie torens".

De Groningsche Volksalmanak, aanvankelijk getiteld Groninger Volks-Almanak, was sinds 1837 een jaarlijks verschijnende almanak, speciaal gericht op de bewoners van de provincie en de stad Groningen. De uitgever was de firma Erven B. van der Kamp in Groningen.
In deze almanak verscheen sinds 1837 ieder jaar informatie van algemeen belang, zoals kalenders, data van markten, dienstregeling van postkoetsen en beurtschepen, posttarieven en de openingstijden van de stadspoorten. Verder staan er korte verhalen en gedichten in, die over de geschiedenis van de provincie en de stad Groningen gaan en/of een moraliserende strekking hebben. 
De handzame boekjes bevatten ieder jaar de volgende onderdelen:
- Een kalender met feestdagen en verjaardagen van het Koninklijk Huis
- Een korte kroniek van het voorgaande jaar met daarin de sterfgevallen van bekende Groningers, benoemingen in het stadsbestuur en aan de Rijksuniversiteit Groningen, jubilea en "fata" zoals het uitbreken van cholera in augustus 1893. Ook volksfeesten en koninklijke bezoeken werden uitgebreid beschreven.
- De openingsuren van de leeszalen en archieven.
- Artikelen over bekende Groningers, geschiedenis en bouwwerken. Ook de restauratieprojecten werden beschreven.
- Artikelen over etymologie en heemkunde, zoals de oorsprong van de naam Groningen of Paterswolde
- Artikelen over bijzondere archiefstukken in de provinciale en gemeentelijke archieven. Hiermee heeft vooral rijksarchivaris jhr. Johan Adriaan Feith naam gemaakt.
- Mengelwerk, zoals gedichten en korte schetsen.

De almanakken van 1840 tot 1930 werden in 1978 heruitgegeven.